# Casnate con Bernate
Casnate con Bernate (lombardul: Casnaa e Berna) település Olaszországban, Lombardia régióban, Como megyében. Lakosainak száma 5009 fő (2023. január 1.). Casnate con Bernate Como, Cucciago, Fino Mornasco, Grandate, Luisago és Senna Comasco községekkel határos.

## Népesség
A település népességének változása:
| Lakosok száma | 4940 | 4943 | 5009 |
|               | 2017 | 2018 | 2023 |